# Peter Paldan
Peter Paldan Sørensen (født 1979) er en dansk smed og ultraløber fra Tejn IF på Bornholm.
Peter Paldan løb sig 2010 til en tredjeplads ved Copenhagen Ultramarathon i Albertslund. Distancen var 100 km og tiden blev 7:23:25. senere på året sluttede han på en 16. plads i den personlige rekordtid 7:04:40 timer ved Verdensmesterskabet i 100 km løb, i Gibraltar. Eftersom det er stærkt begrænset, hvor mange 100 km løb en løber kan udsætte sig for på en sæson, havde løbet samtidig status af et Europamesterskab. I denne sammenhæng opnåede han en 9. plads. Hans bedste tid på maraton-distancen er 2:38:28 som han opnåede i Stockholm Marathon 2011

## Ekstern henvisning
- Statletik-profil Arkiveret 13. juli 2015 hos  Wayback Machine
- Dansk Atletik Forbund – VM/EM 100 km: Paldan som 9. bedste europæer (Webside ikke længere tilgængelig)
- VM i 100-kilometer løb TV 2/Bornholm
- Netavisen Bornholm.nu – Peter Paldan nr. 3 (Webside ikke længere tilgængelig)

| Atletikudøver | Spire Denne biografi om en dansk atletikudøver er en spire som bør udbygges. Du er velkommen til at hjælpe Wikipedia ved at udvide den. |